# Low insertion force

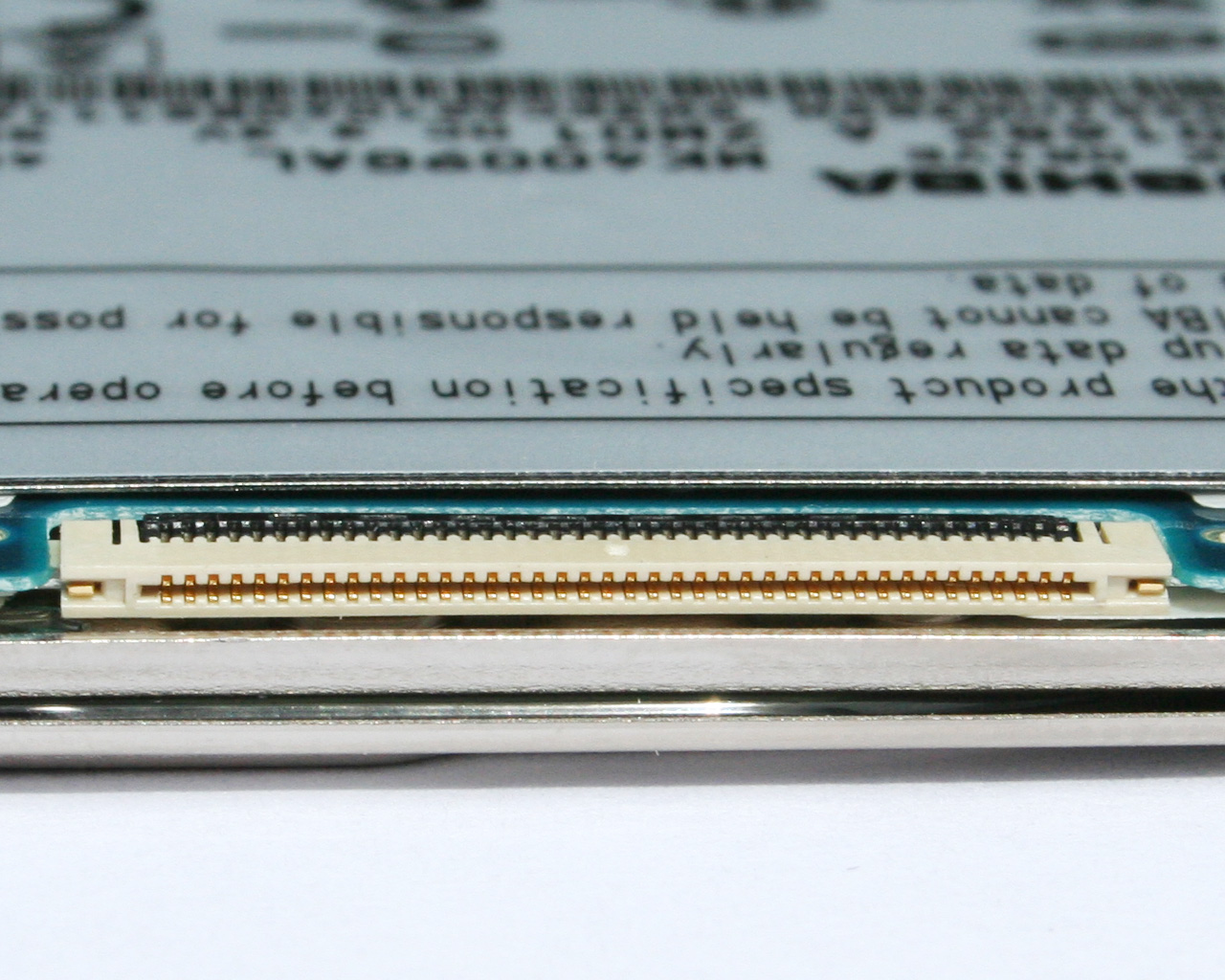
LIF розетка для 1,8" жорсткого диску

Мале зусилля з'єднання (англ. Low insertion force, LIF ) — технологія, що використовується в панельках мікросхем, які сконструйовані таким чином, щоб сила, необхідна для вставляння або видалення мікросхеми, була низькою.
Спочатку роз'єми LIF були розроблені як дешевша альтернатива ZIF-сокетам, для полегшення програмування та тестування обладнання. Порівняно зі стандартними гніздами IC, вони мають більш низьку силу тертя між контактами IC і розетки, що робить установку і зняття IC легше і водночас усуваючи необхідність складного механізму, використовуваного в ZIF-розетках.
Недоліки роз'ємів LIF в тому, що зусилля стиснення між контактами нижче, а тому контакти можуть окислюватися швидше і скоротити термін служби роз'єму. Потреба у цих системах виникла через  необхідність частих змін процесорів комп'ютерів. Фірма Intel ввела систему сокетів LIF, в якій процесор вставлявся в розетку, а не фіксувався за допомогою важеля. Цей тип сокета був використаний для деяких типів Intel 80386 і спочатку 486. Цей тип сокета поступився ZIF-сокетам, хоча LIF-розетки ще використовуються в 1,8" жорстких дисках.[джерело?]